# Léon Pervinquière
Pour les articles homonymes, voir Pervinquière.
Léon Pervinquière, né le 14 août 1873 à La Roche-sur-Yon en Vendée et mort le 11 mai 1913 dans la même ville, est un géologue et paléontologue français. 

## Biographie
Il est chef des travaux pratiques de géologie et chargé de conférences à l'université de Paris. Ses publications abordent également la géographie.
L'ammonite Fagesia pervinquieri lui est dédiée.

## Publications
- Étude géologique de la Tunisie centrale : Thèse de doctorat, Paris, F.-R. de Rudeval, 1903, 359 p. (lire en ligne).
- Études de paléontologie tunisienne : I, Céphalopodes des terrains secondaires. Texte, Paris, F.-R. de Rudeval, 1907, V-438-[4] (lire en ligne).
- Études de paléontologie tunisienne : I, Céphalopodes des terrains secondaires. Atlas, Paris, F.-R. de Rudeval, 1907, XXVII p. de pl. (lire en ligne).
- Sur quelques ammonites du Crétacé algérien, Paris, Société géologique de France, 1910, 86 p. (lire en ligne).
- Études de paléontologie tunisienne : II, Gastropodes et lamellibranches des terrains crétacés. Texte, Paris, J. Lamarre, 1912, XIV-352 p. (lire en ligne).
- Études de paléontologie tunisienne : II, Gastropodes et lamellibranches des terrains crétacés. Atlas, Paris, J. Lamarre, 1912, XXIII pl. (lire en ligne).
- La Tripolitaine interdite : Ghadamès, Paris, Hachette, 1912, 253 p. (lire en ligne).